# Bogdan Składanek
Bogdan Wojciech Składanek (ur. 21 sierpnia 1931 w Warszawie, zm. 17 maja 2022) – polski iranista, profesor i pracownik naukowy Zakładu Iranistyki Wydziału Orientalistycznego UW (1956–2015), dyrektor Instytutu Orientalistycznego UW (1986–1996), przewodniczący Rady Naukowej Zakładu Krajów Pozaeuropejskich PAN.

## Życiorys
W 1951 rozpoczął studia z zakresu języków perskiego, arabskiego i tureckiego na Uniwersytecie Warszawskim. Pracę magisterską Sprawa nacjonalizacji nafty irańskiej w świetle protokołów obrad parlamentu irańskiego obronił w 1956. W tym samym roku rozpoczął pracę w Katedrze Turkologii, od 1968 w Zakładzie Turkologii i Iranistyki, od 1975 w Zakładzie Środkowego Wschodu, od 1996 w Zakładzie Iranistyki w Instytucie (od 2008 Wydziale) Orientalistycznym Uniwersytetu Warszawskiego. W 1965 obronił pracę doktorską Feudalna własność ziemi w średniowiecznym Iranie, w 1977 uzyskał stopień doktora habilitowanego, w 1987 tytuł profesora nadzwyczajnego. W latach 1986–1996 był dyrektorem Instytutu Orientalistycznego UW. W 2015 przeszedł na emeryturę
Głównym obszarem jego zainteresowań była historia Persji. Tłumaczył klasyczną literaturę perską. Do jego najważniejszych prac należało tłumaczenie Księgi wiedzy Awicenny oraz Historii sułtana Masuda Abul Fazla Bajhakiego.
Poza perskim znał angielski, rosyjski, francuski i niemiecki. 
Jego żoną była iranistka Maria Składanek.
Został pochowany na cmentarzu Komunalnym Północnym.

## Ważniejsze publikacje
- (współautor: Maria Składanek), Wyprawy krzyżowe, Warszawa: "Książka i Wiedza" 1968.
- Gramatyka języka perskiego. Fonetyka i morfologia, Warszawa: Wydawnictwa Uniwersytetu Warszawskiego 1970 (wyd. 2 zmienione 1984).
- Awicenna, Księga wiedzy, przeł., wstępem i przypisami opatrzył Bogdan Składanek, Warszawa: Państwowe Wydawnictwo Naukowe 1974 (wyd. 2 Warszawa: Wydawnictwo Naukowe PWN we współpr. z Agorą 2010).
- (współautor: Maria Składanek), Serce Azji, Warszawa: "Książka i Wiedza" 1976.
- Abul Fazl Bajhaki, Historia sułtana Masuda, wybór, przekł. z pers. i koment. Bogdan Składanek, Warszawa: "Dialog" 1996.
- Wprowadzenie do gramatyki języka perskiego, Dialog, Warszawa 1997.
- Historia Persji, t. 1: Od czasów najdawniejszych do najazdu Arabów, Dialog, Warszawa 1999.
- Historia Persji, t. 2: Od najazdu arabskiego do końca XV wieku, Dialog, Warszawa 2003.
- Historia Persji, t. 3: Od Safawidów do wybuchu II wojny światowej, Dialog, Warszawa 2007.
- Wieki milczenia, Dialog, Warszawa 2015